# 普拉魯樣 (大龜文)
普拉路揚（排灣語：Puljaljuyan），是台灣排灣族大龜文政權傳說中的人物，大龜文的兩個頭目家族：邏伐尼耀家族（Ruvaniyaw）和鳩冷家族（Tjuleng）都視其為開創家族的始祖，不過各自的版本有所不同。

## 身世
在兩個家族的版本中，普拉魯樣都被視為是太陽阿道（Kadawu）的後裔，不過各自的版本經歷有所不同。

### 鳩冷家族
鳩冷家族認為，阿道曾在Gaviyaqan山（位於屏東縣泰武鄉境內）上的一棟乳白色小房子裡生下了兩顆蛋，並放在房子裡的一顆柱子後面生出一對兄妹，這對兄妹不僅是普拉魯樣的祖先，更是整個西排灣族的始祖。兩兄妹在長大之後結婚，但生下的孩子全都帶有殘疾，就算孩子們結婚生下了第三代，情況也仍然沒有變化，直到後來太陽的兒子跟其孫女結婚，才生出了五個身體完整的後代，而普拉魯樣便是其中的老大，他下面依序還有老二Sluwucpu（Selep）、老三Qaulusang（Kaulusan）、老四兼唯一的妹妹Jiyuqu（Tjuku，發音為太陽的意思）和老五Balaluqu(Paljadreg)。

### 邏伐尼耀家族
邏伐尼耀家族認為普拉魯樣是太陽的兒子，太陽在Chalaabus（來義部落）生下了包括他在內的兩顆蛋，用石板蓋著並由百步蛇守護，最後蛋裡生出了普拉魯樣和其姊妹啾啾（Juv-Juv），兩人在長大後依照太陽的旨意結婚並繁衍後代。

## 開創家族

### 鳩冷家族
在普拉魯樣和其弟妹長大後，他們帶著一隻黑色的靈犬離開家尋找新的生活區域，靈犬首先帶他們抵達今屏東縣來義鄉境內一處叫Gulala的地方，那裡的土很肥沃，環境也很適合居住，因子五兄妹在那裡埋下一個長型石柱作為記號；後來他們在一次渡河時不小心被河水沖走並透過岸邊的樹叢得救，而在上岸的時候，靈犬又叫個不停，讓他們注意到那裡的環境也很不錯，也在當地埋下了石柱，命名為（Seveng）Spung，即為現今春日鄉士文村附近一帶，將他們沖至那裡的河則是現今的士文溪；接著靈犬又帶著他們在南勢湖溪上游找到第三個點，命名為（Tjuwakuvukuvulj）Chiyavubuvubu，就是現今位於獅子鄉境內的中心崙社區（位於枋山溪上游跟獅子頭溪上游之間）。
後來靈犬在離開Chiyavubuvubu沒多久，就突然停止動作變成一顆石頭，五兄妹為了他的貢獻，稱其為聖狗，並將它變成石頭的地方稱之為Chiyukachilai（意思為石犬）。他們在Chiyavubuvubu創建了最早的鳩冷家族，並與附近枋山溪上游一帶的其他家族如Lulanive、Jiyulipucqen結盟，在當地逐漸發展勢力，而Chiyavubuvubu也因此被族人視為聖山。

### 邏伐尼耀家族
雖然普拉魯樣和啾啾的後代持續繁衍，但後來發生了大洪水淹沒了Chalaabus，只有一對兄妹活下來，他們後來結婚並生下了畸形的孩子，而孩子們後來又互相結婚、其中的老大後來生下了七位體態正常的孩子，其中有一位後來不知所向。隨著洪水退去，神希望人類能近一步開拓土地，因此讓剩下六位孩子互相聽不懂彼此的話而造成衝突，除了老大之外的人紛紛出走，而老大則建立了邏伐尼耀家族。

## 後續發展

### 鳩冷家族
五兄妹最後因為某些原因而分家，普拉魯樣留在Chiyavubuvubu、Sluvucbu前往Chiyavubuvubupen（現在的來義鄉古樓部落）、Qaulou前往Laluquluqu（春日鄉力里部落）、Jiyuqu前往Chipuckadan（春日鄉七佳部落），Balaluqu則是前往之前找到的Spung地區（士文部落）。據說在普拉魯樣直系後代傳至第十五代時，鳩冷家族開拓的部落前前後後就有十八個。

### 邏伐尼耀家族
邏伐尼耀家族後來歷經多帶的輾轉波折，他們曾在北大武山的Puyuma（舊平和部落）跟他族同住，並且在他族的啟蒙下發展出了較完整的社會文化內涵與神靈崇拜，但後來又因為雙方巫師發生嫌隙而遷到Tsachiluden（丹林部落），在一位老祭司死前的交代下發展出Maleveqe（五年祭），雖然他們持續繁衍很多後代，但神又以相同的方法讓頭目家五兄弟出現爭執而分家，其中邏伐尼耀家族直系遷至名為Wofule的地方，其他家系則分別為Patatal家（丹林部落頭目）、Tsulimutsu家（七加部落頭目）、Talimalav家（歸崇部落頭目）、Tsualu家（前往文樂部落）。其中邏伐尼耀直系在遷移的過程中，某位長老因為負荷不了而病逝，而族人依照他的遺言開始進行Pusav（六年祭）送祖靈祭。
直到約十三、四世紀的時候，有位獵人在打獵的時候被獵犬帶至祖先的發源地，當代頭目Arutsangele便帶著族人遷回該處，成為新一代的邏伐尼耀家大頭目，而到了第二代頭目Lumulumen的時代，其弟Laatse自族人中挑選了二十八位壯士向外擴張，從舊內文社開始建立了南方的諸部落（從這時候開始才和大龜文有所關聯。）

## 現代研究
在現代南排灣族的語言中，普遍存在將中排灣族稱呼為「起源地」的說法，學者認為這很有可能很有可能象徵著排灣族族群擴散的方向是從北往南，其中兩個家族的傳說也不約而同地反映出這個觀點。